# Dorothy Allison
Pour les articles homonymes, voir Allison.
Dorothy Allison, née le 11 avril 1949 à Greenville (Caroline du Sud) et morte le 6 novembre 2024 à Guerneville (Californie), est une écrivaine lesbienne américaine.

## Biographie
Élevée en Caroline du Sud par sa mère qui l'a eue à quinze ans et un beau-père qui abuse d'elle, Dorothy Earlene Allison a grandi dans un milieu prolétaire white trash. Elle parvient à entrer à l'université en Floride pour y faire des études d'anthropologie. Elle se mêle aux groupes féministes puis lesbiens où elle trouve son identité et son engagement.
En 1981, elle co-fonde la Lesbian Sex Mafia (en) (LSM), un groupe d'information et d'entraide à destination des femmes lesbiennes et bisexuelles intéressées par le BDSM. Elle contribue à plusieurs anthologies SM lesbiennes ou LGBT mixtes au cours des années 1980 et 1990.
Des recueils de ses poèmes et de ses nouvelles paraissent en 1983 et 1988.
Elle acquiert la renommée grâce à un roman autobiographique, L'Histoire de Bone (Bastard Out of Carolina, 1992) qui traite de son enfance effroyable dans une famille pauvre et incestueuse du sud des États-Unis. Le livre est adapté en film en 1996.
Skin rassemble de courts essais souvent autobiographiques sur la classe sociale, l'homosexualité (les identités butch-fem, l'usage controversé du godemichet, les fantasmes SM, l'homophobie) et sur la littérature comme moyen d'expression des opprimés. Elle se dit influencée par des auteurs comme James Baldwin ou Audre Lorde.
Son deuxième roman, Retour à Cayro (Cavedweller, 1998) retrace l'histoire d'une femme, Delia Byrd, qui, accompagnée de sa dernière fille, Cissy, revient récupérer ses enfants, Amanda et Dede, après avoir vécu avec une rock-star, et mort dans un accident de moto. Elle rentre dans sa ville natale, Cayro. C'est un roman sur la rédemption d'une femme au terme d'une longue descente aux enfers. Ce livre vaut à son auteur un nouveau succès.
Elle vivait en couple avec Alix Layman. Elles ont eu un enfant.
Dorothy Allison meurt le 6 novembre 2024 à Guerneville (Californie), à l'âge de 75 ans.

## Œuvres

### Romans
- L'Histoire de Bone, éditions 10/18, 1998 ((en) Bastard Out of Carolina, 1992), trad. Michèle Valencia
- Retour à Cayro, éditions Belfond, 1998 ((en) Cavedweller, 1998), trad. Michèle Valencia

### Récits
- Peau, éditions Le Rayon, 1999 ((en) Skin. Talking about Sex, Class and Literature, 1994), trad. Nicolas Milon
- Peau. À propos de sexe, de classe et de littérature, éditions Cambourakis, 2015 ((en) Skin. Talking about Sex, Class and Literature, 1994), trad. Nicolas Milon et Camille Olivier
- Deux ou trois choses dont je suis sûre, éditions Cambourakis, 2021 ((en) Two or Three Things I Know for Sure, 1995), trad. Noémie Grunenwald

### Poèmes
- Les femmes qui me détestent, éditions Hystériques et associéEs, 2024 ((en) The Women Who Hate Me, éditions Firebrand Books, 1983 ; 1991), trad. Noémie Grunenwald  (ISBN 9782956719465)[6]
- « Etymology is not destiny / L'étymologie n'est pas la destinée », dans Je transporte des explosifs on les appelle des mots, collectif, éditions Cambourakis, 2019.

### Nouvelles
- Trash : Vilaines histoires & filles coriaces, éditions Cambourakis, 2021 ((en) Trash, éditions Penguin Books, 1998), trad. Noémie Grunenwald

### Chapitres d'anthologies
- (en) « Demon », dans Samois, Coming to Power : Writings and Graphics on Lesbian S/M, Boston, Alyson Publications Inc, 1987, 3e éd. (1re éd. 1981) (ISBN 978-0932870285), p. 114-115
- (en) « Condom Sense; "Dammit!"; A Little Night Music », dans Patrick Califia, The Lesbian SM Safety Manual : Basic Health and Safety for Woman-To-Woman S/M, Boston, Lace Publications, 1988 (ISBN 978-0917597121), p. 17-18; 43-44; 67-68
- (en) « Her Body, Mine, and His », dans Mark Thompson, Leatherfolk : Radical Sex, People, Politics, and Practice, Los Angeles, Daedalus Publishing Company, 1991 (ISBN 978-1881943204)

### Entretiens
- (en) Conversations with Dorothy Allison, avec Mae Miller Clarxton, éditions University Press of Mississippi, 2012.

### Correspondance
- Amour & Bave de Schneck, correspondance avec Joan Nestle, éditions Hystériques & associées, trad. Noémie Grunenwald, 2025,  (ISBN 978-2-487484-02-3)[7]

## Prix et distinctions
- Prix Lambda Literary 1988 dans la catégorie Lesbian Fiction pour Trash: Short Stories
- Prix Lambda Literary 1994 dans la catégorie Lesbian Studies pour Skin
- Prix Lambda Literary 1998 dans la catégorie Lesbian Fiction pour Cavedweller